# Rosanna Yanni
Marta Susana Yanni Paxot, conocida artísticamente como Rosanna Yanni (Buenos Aires, 27 de febrero de 1938) es una actriz argentina, afincada en España.

## Biografía
Debuta en su ciudad natal, actuando como corista en espectáculos de Revista. Tras trabajar dos años como modelo en Italia, en 1963 se instala en Madrid e inicia su carrera cinematográfica.
Su presencia en las pantallas fue especialmente destacada a lo largo de la década de los sesenta y primera mitad de los setenta, con numerosas intervenciones en comedias dirigidas por, entre otros, Pedro Lazaga y José María Forqué. 
Tras participar en La escopeta nacional (1977) de Luis García Berlanga y un par de títulos más, se retira del cine llegada la década de los ochenta, y solo volvería a ponerse ante las cámaras en 1997 con Al límite, de Eduardo Campoy y dos años después en París-Tombuctú, de nuevo con Berlanga.

## Filmografía (selección)
- Sol de verano (1963).
- La familia y uno más (1965).
- Las salvajes en Puente San Gil (1966).
- Barreiros 66 (1966).
- La canción del olvido (1967).
- Bésame, monstruo (1967).
- El caso de las dos bellezas (1968).
- El paseíllo (1968)
- ¡Cuidado con las señoras! (1968)
- Comanche blanco (1968)
- ¿Por qué pecamos a los cuarenta? (1969).
- Fortunata y Jacinta (1969).
- Las siete vidas del gato (1970).
- Cómo casarse en siete días (1971).
- Las Ibéricas F.C. (1971).
- ¿Qué nos importa la revolución? (1972).
- El jorobado de la Morgue (1973).
- El gran amor del conde Drácula (1974).
- Cómo matar a papá... sin hacerle daño (1975).
- La escopeta nacional (1978).
- Al límite (1997).
- París-Tombuctú (1999).